# Jan Hermansson (journalist)
Jan Olof Rogert Hermansson, född 6 maj 1945, är en svensk journalist och TV-chef.
Hermansson inledde journalistkarriären på Örebrokuriren. Han gick senare över till lokalradion inför starten av Radio Örebro. År 1983 fick han Stora Journalistpriset för programmen Ring och sjung ut och Lyssnarnas fredag. Han har också arbetat för Nerikes Affärer.
År 1986 anställdes han av SVT som ny distriktschef för SVT Örebro. Under 1995 utarbetades en ny organisation för SVT som innebar att Örebro samordnades med SVT Norrköping, SVT Karlstad och SVT Falun i en enhet som hette SVT Region Mellansverige ("SVT Mellan"). Hermansson blev då chef för denna enhet.
Han slutade som enhetschef år 2007. Istället blev han rådgivare till SVT:s vd.
Han är gift med kommunikatören Karin Tellås. År 2013 insjuknade han i Guillain-Barrés syndrom, vilket gav upphov till bildberättelsen "En på hundra tusen".